# Monumento a Giuseppe Garibaldi (Roma)
Il monumento a Giuseppe Garibaldi è un'imponente statua equestre situata a Roma, sulla sommità del Gianicolo.
Venne realizzato da Emilio Gallori e fu inaugurato il 20 settembre 1895, in occasione del venticinquesimo anniversario della presa di Roma.

## Storia

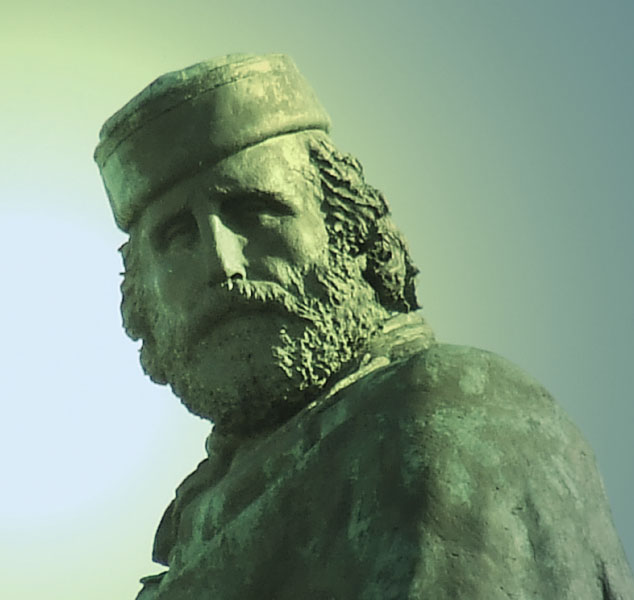
Monumento di Roma, piazzale del Gianicolo, particolare

Il monumento è costituito da una statua equestre in bronzo che raffigura l'"eroe dei due mondi", posta su un grande piedistallo di marmo. II piedistallo presenta quattro bassorilievi, rievocanti rispettivamente lo sbarco a Marsala, la resistenza di Boiada, la difesa di Roma del 1849 e il gruppo della libertà. Il piedistallo è affiancato da quattro gruppi bronzei: sui lati lunghi, le figure allegoriche dell'Europa (con la Storia ed il Genio) e dell'America (con l'Industria e il Commercio); sui lati brevi, i bersaglieri di Luciano Manara alla difesa di Roma (1849) e i combattenti di Calatafimi (1860).
La statua di Garibaldi fu fusa da Alessandro Nelli di Roma, mentre i quattro gruppi in bronzo nella fonderia Galli di Firenze.
Sui gradini a destra del basamento, in occasione del centenario della nascita di Garibaldi (4 luglio 1907), la massoneria italiana guidata dal politico e scultore Ettore Ferrari fece porre una corona con il motto garibaldino "O Roma o morte" (Garibaldi fu infatti importante esponente della massoneria, come d'altronde l'artefice del monumento Gallori). Durante il fascismo la corona fu sostituita con simboli del regime, e solo nel 1943 fu riposizionata (anche se in copia e non in originale).
Il monumento è stato restaurato dal Comune di Roma nel 1990.
Colpito da un fulmine nella notte del 7 settembre 2018, che ha danneggiato il piedistallo in marmo, il monumento è stato sottoposto nuovamente a un intervento di restauro, che lo ha protetto con l'installazione di un parafulmine basato sul principio della gabbia di Faraday, avviato nel 2022 e concluso nel 2023.